# Sónia Sultuane
Sónia Abdul Jafar Sultuane, kurz Sónia Sultuane (* 4. März 1971 in Lourenço Marques, Portugiesisch-Ostafrika) ist eine mosambikanische Dichterin und bildende Künstlerin.

## Leben

### Jugend
Sónia Sultuane wurde am 4. März 1971 in der Hauptstadt von Portugiesisch-Ostafrika Lourenço Marques geboren. Bereits früh zog sie mit ihrer Familie in den Norden Mosambiks, nach Nacala, wohin ihr Vater, der bei der Kolonialeisenbahn CFM arbeitete, versetzt worden war. Später, nach der Unabhängigkeit Mosambiks, zog sie zurück in die Hauptstadt Maputo. 

### Künstlerisches Wirken
Im Alter von 13 Jahren begann Sultuane sich künstlerisch zu betätigen. Sie begann früh zu schreiben und veröffentlichte nach und nach ihre Gedichte. 2001 erschien ihr erster Gedichtband Sonhos, dem folgten 2006 Imaginar o Poetizado, 2009 No Colo da Lua und 2014 A Lua de N'weti. Ab 2005 begann Sultuane auch Plastiken zu schaffen. Ihre Themen – in Gedichten wie in Plastiken – sind vor allem die Stellung der Frau in der mosambikanischen Gesellschaft und die sie begleitenden Umstände, auch im Spannungsfeld einer multireligiösen Gemeinschaft. Sie beschreibt ihre Werke selbst als transdisziplinär, viele ihrer Gedichte hätten plastische Entsprechungen.
Zwischen 2006 und 2008 hatte sie die ehrenamtliche Position der Sekretärin des mosambikanischen Schriftstellerverbandes inne. 2009 lud die Associação Moçambicana dos Amigos de Macau die Künstlerin ein, in der Portugiesischen Schule in Macau ihre Werke zu zeigen, dies war ihre erste Einzelausstellung. Sie hatte auch Ausstellungen in Italien und Südafrika. Sie war zeitlebens mit dem mosambikanischen Autor Fernando Leite Couto († 2013, Vater von Mia Couto) bekannt.
Sultuane ist Mitglied des Movimento de Arte Contemporânea de Moçambique (MUVART), des Núcleo de Arte und des Arterial Network Moçambique.

### Privat
Sultuane ist geschieden und hat zwei Kinder. Sie ist muslimischen Glaubens. Neben ihrer künstlerischen und schriftstellerischen Arbeit ist Sultuane als Kommunikations- und Marketingbeauftragte in einer Anwaltskanzlei tätig.

## Werke
- 2001: Sonhos
- 2006: Imaginar o Poetizado
- 2009: No Colo da Lua
- 2014: A Lua de N'weti